# 大犬座FN

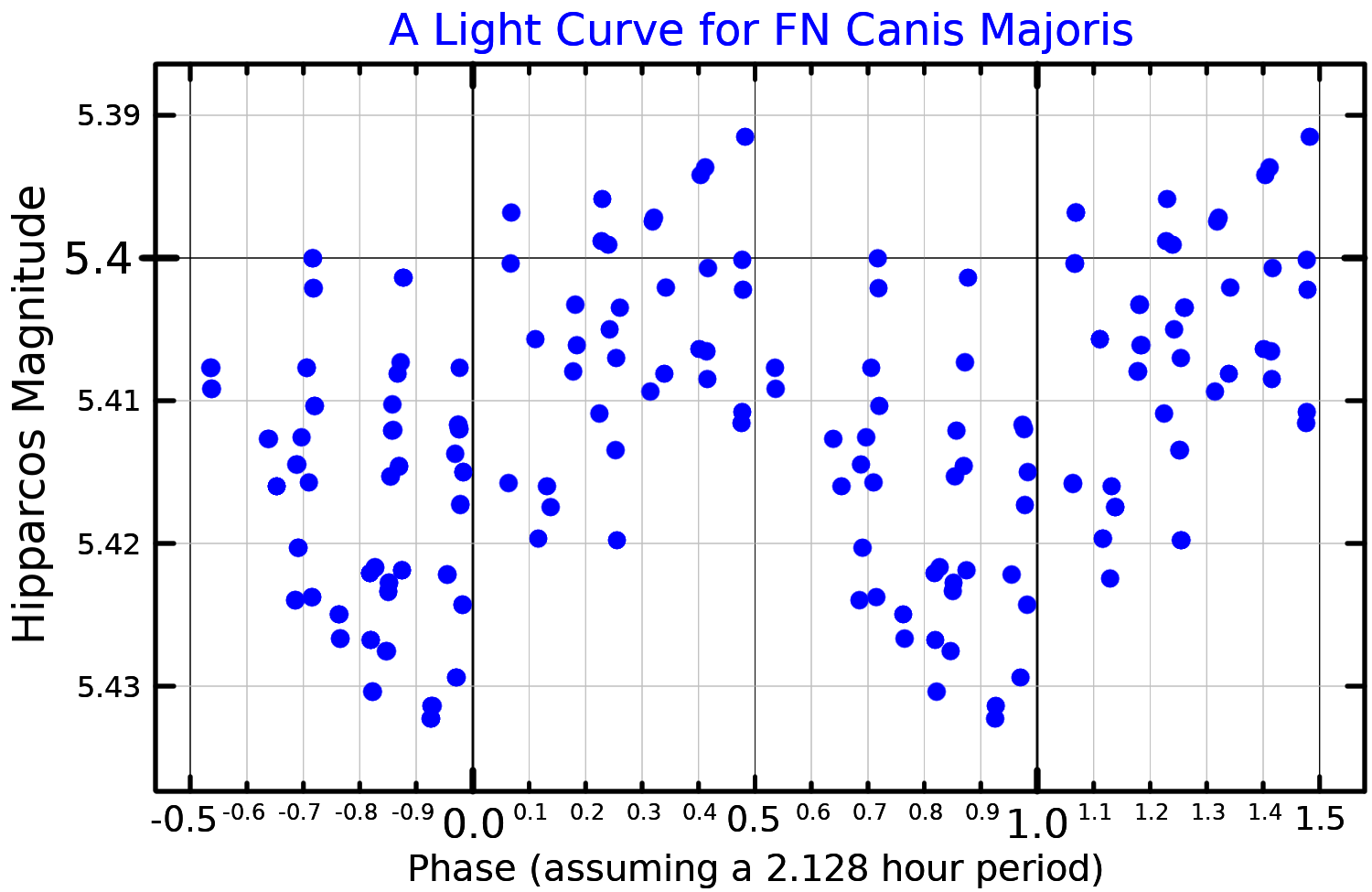
大犬座FN的光变曲线

大犬座FN，又名BD-11 1790，HD 53974、SAO 152394、HR 2678，是大犬座的一颗恒星，视星等为5.39，位于銀經224.71，銀緯-1.79，其B1900.0坐标为赤經7h 1m 58.9s，赤緯-11° -1.79′ 23″。